# Aantekeningen uit het dodenhuis
Aantekeningen uit het dodenhuis (Russisch:Записки из Мёртвого дома, Zapiski iz mjortvogo doma) is een roman van Fjodor Dostojevski over een dwangarbeider in Siberië. Hij verscheen in het tijdschrift Vremya in 1861 en in boekvorm in 1862.

## Inhoud
In de inleiding legt een naamloze verteller uit dat hij in Siberië Aleksandr Petrovitsj Gorjantsjikov heeft leren kennen, een mensenschuwe leraar die tien jaar dwangarbeid verricht heeft wegens de moord op zijn vrouw. Na zijn dood vindt de verteller een verzameling schriftjes waarin Gorjantsjikov zijn memoires over die tien jaar geschreven heeft. Deze vormen de eigenlijke roman.
Gorjantsjikov legt uit dat het gedwongen samenleven met honderden dwangarbeiders hem moeilijk viel, en dat hij door hen gedeeltelijk gemeden werd vanwege zijn adellijke afkomst. Het regime was hard. De lichaamsarbeid was zeer zwaar, voor hem des te meer omdat hij dat niet gewend was. Gevangenen die zich misdroegen, werden veroordeeld tot stokslagen of, nog erger, tot spitsroeden lopen.
Gorjantsjikov vraagt zich af hoe hij het daar tien jaar uitgehouden heeft. Een mens is een wezen dat overal aan went, besluit Gorjantsjikov. Ondanks de harde omstandigheden waren er ook gelukkige momenten. Toen hij stenen moest verslepen naar de Irtysj, genoot hij van het klimaat en van de vaststelling dat het hem fysiek sterker maakte. Zijn medegevangenen zetten handeltjes op, bijvoorbeeld in brandewijn. Gorjantsjikov vertelt allerlei anekdotes over hen, hun verleden, hun geruzie en hun toekomstdromen over de vrijheid die ze ooit terug hoopten te krijgen.
Wanneer hij het niet meer uithield, zei hij dat hij ziek was en mocht hij een tijd in het ziekenhuis verblijven. Daar was het een stuk aangenamer, al waren er soms schreeuwende krankzinnigen en gevangenen die lagen te herstellen van hun stokslagen.
Gorjantsjikov vertelt over een toneelstuk dat de gevangenen opvoerden, over de dag dat ze mochten beslissen over de aankoop van een nieuw paard, over een in de kiem gesmoorde protestactie tegen het slechte eten en over een mislukte ontsnappingspoging van drie gevangenen.
Na tien jaar kwam dan eindelijk de dag waarop hij afscheid mocht nemen. In het boek verklaart de uitgever de inmiddels overleden Aleksandr onschuldig aan de moord op zijn vrouw. Naderhand zijn de echte daders gevonden en berecht.

## Achtergrond
Dostojevski was zelf dwangarbeider in Omsk van 1849 tot 1853. Hij zat er echter niet wegens moord, maar als politiek gevangene wegens het bijwonen van een bijeenkomst van de antitsaristische Petrasjevskigroep. Net als Gorjantsjikov werd hij door zijn medegevangenen veracht omdat hij uit een adellijke familie stamde.
De publicatie leidde tot discussie over de behandeling van dwangarbeiders. Later werd het gevangenisregime wat minder hardvochtig.
Dit is het eerste boek van Dostojevski waarin misdaad en de bijhorende gewetenskwestie een thema zijn, net als zijn verlangen naar een universeel broederschap van de mensheid. In Misdaad en straf en De gebroeders Karamazov zal hij dit verder uitwerken. Een gevangene in het eerste hoofdstuk lijkt een beetje op de latere Dmitri Karamazov.

## Het gevangenisleven
Het leven van dwangarbeiders 150 jaar terug toont toch vele overeenkomsten met de moderne tijd. Er is allerlei handel in het kamp en er zijn zelfs innige contacten met de vrije burgers in de stad. Vooral drankhandel en voedselinkoop zijn belangrijk voor de gevangenen. De hoofdpersoon komt dan ook tot de onderstaande wijsheden:
- Geld is gemunte vrijheid
- Nodeloos somtijds geld verspillen geeft de gevangenen de overtuiging van het uitoefenen van een eigen vrije wil. Desondanks noemt hij het strafkamp "het dodenhuis".